# 祥记公司旧址
祥记公司旧址是一座民国建筑，位于山西省晋中市太谷区明星镇城内西大街15号。2009年8月19日，祥记公司旧址被列为第二批56处太谷县文物保护单位之一